# Kängurugräs
Kängurugräs (Themeda triandra) är ett i hela Afrika, Sydasien och varmare delar av Australien utbrett gräs, som särskilt i Australien räknas som ett av landets främsta fodergräs.